# Notre nouveau jeune commis
Pour plus de détails, voir Fiche technique et Distribution.
Notre nouveau jeune commis est un film britannique réalisé par James Williamson, sorti en 1905.
James Williamson fait partie de l'École de Brighton.
« En 1900, George Albert Smith était encore avec James Williamson à l’avant-garde de l’art cinématographique. »

## Synopsis
Le jeune commis de cet épicier est un garnement. Excédé par son comportement quand il lui demande de balayer devant la boutique (le jeune lui donne un coup de pelle), le commerçant l'envoie faire une livraison et balaye à sa place. Différentes personnes vont pâtir de son passage avec un autre livreur de sa connaissance. Un fonctionnaire voit sa belle chemise blanche tachée, une dame très collet-monté est victime d'une de leur farce. Un arroseur municipal est douché. Un homme à frac et chapeau haut de forme - rempli subrepticement de farine - s'ajoute à tous ceux qui viennent se plaindre auprès de l'épicier. C'est alors que le jeune commis, seul, rentre de course. Il est aussitôt poursuivi par tous. Il escalade une palissade, derrière laquelle un jardinier arrosait des plantes et s'est absenté. Ses poursuivants se hissent à leur tour au-dessus de la palissade, et sont tous copieusement arrosés. Le jeune garçon se glisse par un trou percé dans un mur, le policier qui est à ses trousses passe imprudemment la tête par l'ouverture et reçoit de la terre sur le visage. En fin de course, le gamin enferme ses poursuivants dans un poulailler et éclate d'un rire inextinguible.   

## Fiche technique
- Titre original : Our New Errand Boy
- Titre français : Notre nouveau jeune commis
- Réalisation : James Williamson
- Scénario : James Williamson
- Production : Williamson's Kinematograph Company Ltd
- Genre : Comédie « Chase films »
- Pays :  Royaume-Uni
- Année de sortie : 1905

## Distribution
- L'épicier : James Williamson
- Le jeune commis : Tom Williamson

## Analyse
Note : Ce film a été longtemps considéré comme perdu et récemment découvert (et restauré) dans une cachette aménagée dans les fondations d'un magasin, parmi des films à caractère érotique.
« Déplacer sa caméra est autant un choix affectif et moral qu’un choix esthétique. Ce que fait James Williamson dans Mon nouveau jeune commis, avec son fils qui tient le premier rôle et qui termine le film dans un magnifique plan cadré à mi-poitrine, en plan rapproché, où il rit à pleine gorge des bonnes farces qu’il a fait subir aux clients de son patron, un épicier joué par James Williamson lui-même. Par le plan serré de ce gamin enjoué exhibant ses dents de lait décimées, filmé par un père affectueux, les cinéastes anglais posent la question de l’identification du spectateur aux personnages. »